# Popkurs
Der Popkurs ist ein Ausbildungsgang für Rock-, Pop- und Jazzmusiker („Kontaktstudiengang Popularmusik“) an der Hochschule für Musik und Theater Hamburg. Seit Herbst 2008 heißt er Eventim Popkurs.

## Geschichte
Gegründet wurde der Popkurs im Jahr 1982 als „Modellversuch Popularmusik“ und war damit der erste Ausbildungsgang seiner Art in Deutschland. An der Gründung beteiligt waren neben dem damaligen Präsidenten der Hochschule Hermann Rauhe zahlreiche Bühnenkünstler wie Konstantin Wecker und Peter Maffay, aber auch Liedtexter wie Ernst Bader oder Walter Brandin und Komponisten wie Herb Geller oder Dieter Glawischnig.
Im Jahr 1994 wurde der Modellversuch Popularmusik in Popkurs umbenannt.
Der Popkurs richtet sich gezielt an Künstler, die neben ihrer Autorenschaft auch auf der Bühne aktiv sind.

## Aufnahmeverfahren und Kursablauf
Bewerber müssen einen Lebenslauf und Aufnahmen ihrer Songs einreichen. Ein Dozentengremium trifft daraus eine Vorauswahl. Eine Live-Prüfung entscheidet anschließend über die Teilnahme.
Der Popkurs selbst umfasst zwei Kurse zu je drei Wochen, in denen die Teilnehmenden neben Songwriting, Musiktheorie, Gesangs- und Instrumentalunterricht und Bühnenpräsentation auch Hintergrundwissen erwerben – z. B. über Musikproduktion, GEMA und GVL, Künstlersozialkasse, Musik- und Vertragsrecht. Ziel ist es, die Teilnehmenden mit einer möglichst umfassenden Ausrüstung für ihr weiteres Leben als Berufsmusiker auszustatten. Ein Jahrgang endet jeweils mit einem öffentlichen Abschlusskonzert, zu dem auch Vertreter aus Musikbranche und Musikwirtschaft eingeladen sind.
Die Geschäftsleitung hat Katja Bottenberg.

## Aktuelle und ehemalige Dozenten (Auswahl)
- Detlev Beier
- Jane Comerford
- Curt Cress
- Udo Dahmen
- Volker Griepenstroh
- Peter Horton
- Edith Jeske
- Knut Kiesewetter
- Anselm Kluge
- Jost Nickel (selbst Teilnehmer 1992)
- Karin Ploog
- Peter Weihe
- Frank Thomé

## Gastdozenten (Auswahl)
- Heinz Rudolf Kunze
- Ulla Meinecke
- Astrid North
- Bill Ramsey
- Tim Renner
- Hans Scheibner
- Smudo
- Pe Werner
- Edo Zanki

## Erfolgreiche Absolventen
- Achim Amme
- Rainer Bielfeldt
- Boy
- Cäthe[1]
- Alin Coen
- Dota
- Armin Fischer
- Birgit Fischer (Motorsheep)
- Tim Fischer
- Fotos
- Peter Fox
- Katharina Franck (u. a. Rainbirds)
- Katie Freudenschuss
- Marlo Grosshardt
- Gisbert zu Knyphausen
- Peter Koobs
- Ramon Kramer (auch Gastdozent 2003)
- Michael Krebs
- Ute Lemper
- Martin Lingnau
- Jost Nickel
- Johannes Oerding
- Ohrbooten
- Jon Flemming Olsen
- Peilomat
- Michy Reincke
- Matthias Reuter
- Ben Schadow
- Seeed (mit Peter Fox)
- Jens Skwirblies (u. a. Lake (Band))
- Johannes Strate (Revolverheld)
- Heinz Strunk
- Alina Süggeler
- Nessi Tausendschön
- Philipp Volksmund
- Lutz von Rosenberg Lipinsky
- Michèl von Wussow
- Chris Walden
- Bodo Wartke
- Diane Weigmann
- Anne de Wolff
- Wir sind Helden

## Bands und Künstler, bei denen Popkurs-Absolventen maßgeblich mitwirken
- Roger Cicero
- Annett Louisan
- Stefan Gwildis
- Rosenstolz
- Jazzkantine
- Helge Schneider
- Cultured Pearls
- Helloween
- Lake (Band)
- Andreas Bourani
- Die Happy
- Wir sind Helden
- Deine Cousine